# Steve Stivers
Steven Ernst "Steve" Stivers, född 24 mars 1965 i Ripley i Ohio, är en amerikansk republikansk politiker. Han var ledamot av USA:s representanthus 2011–2021.
Stivers utexaminerades 1989 från Ohio State University och avlade 1996 MBA-examen vid samma universitet. Han avlade 2012 ytterligare en masterexamen vid United States Army War College.